# Wydział Pedagogiczny Uniwersytetu Pedagogicznego im. KEN w Krakowie
Wydział Pedagogiki i Psychologii Uniwersytetu Komisji Edukacji Narodowej w Krakowie – jeden z pięciu wydziałów Uniwersytetu Komisji Edukacji Narodowej w Krakowie.

## Kierunki kształcenia
Dostępne kierunki:
- Pedagogika
- Pedagogika przedszkolna i wczesnoszkolna
- Pedagogika specjalna
- Psychologia
- Bezpieczeństwo narodowe
- Praca socjalna

## Struktura organizacyjna

### Instytut Bezpieczeństwa i Edukacji Obywatelskiej
Dyrektor: prof. dr hab. Olga Wasiuta
- Katedra Bezpieczeństwa Narodowego
- Katedra Bezpieczeństwa Społecznego
- Katedra Edukacji dla Bezpieczeństwa
- Katedra Kultury Informacyjnej i Zarządzania Informacją
- Katedra Konfliktów Zbrojnych i Społecznych

### Instytut Nauk o Wychowaniu
Dyrektor: dr hab. Andrzej Ryk
- Katedra Pedagogiki Medialnej;
- Katedra Pedagogiki Społecznej i Andragogiki;
- Katedra Psychologii Zdrowia;
- Katedra Dydaktyki i Metodologii Badań Edukacyjnych;
- Katedra Pedagogiki Ogólnej i Porównawczej;
- Pracownia Pomocy Psychologiczno-Pedagogicznej i Doradztwa Metodycznego;
- Laboratorium Mikroprocesów Edukacyjnych

### Instytut Pedagogiki Przedszkolnej i Szkolnej
Dyrektor: prof. dr hab. Bożena Muchacka
- Katedra Pedagogiki Przedszkolnej
- Katedra Pedagogiki Wczesnoszkolnej
- Katedra Podstaw Edukacji i Metodyki Pracy z Dziećmi
- Katedra Edukacji Artystycznej
- Katedra Projektów Edukacyjnych i Artystycznych
- Katedra Historii Oświaty i Wychowania
- Katedra Pedagogiki Szkolnej i Alternatywnej

### Instytut Pedagogiki Specjalnej
Dyrektor: dr hab. Danuta Wolska
- Katedra Dydaktyki Specjalnej i Psychoedukacji
- Katedra Integracji Społecznej
- Katedra Wspierania Rozwoju Osób z Niepełnosprawnością
- Katedra Zastosowań Techniki w Diagnozie i Rehabilitacji Osób z Niepełnosprawnością
- Katedra Rehabilitacji Osób z Zaburzeniami Słuchu i Komunikacji

### Instytut Pracy Socjalnej
Dyrektor: dr hab. Norbert Pikuła
- Katedra Etyki Pracy Socjalnej i Polityki Społecznej
- Katedra Profilaktyki Problemów Społecznych
- Katedra Gerontologii Społecznej
- Katedra Pomocy Postpenitencjarnej i Wychowania do Pracy

### Katedra Psychologii
Kierownik: dr Rafał Abramciów
- Pracownia Badań Podstawowych
- Zakład Psychologii Edukacyjnej
- Pracownia Psychologii Wspomagania Rozwoju Człowieka
- Pracownia Psychologii Neurokognitywnej
- Pracownia Psychosomatyki
- Pracownia Psychologii Dzieci i Młodzieży

## Poczet dziekanów
1. przew. kwal. II Irena Popiołek-Rodzińska (1992–1993)
2. dr Jan Krukowski (1993–1996)
3. prof. dr hab. Józef Kuźma (1996–2002)
4. dr hab. Bożena Muchacka (2002–2008)
5. dr hab. Ireneusz Kawecki (2008–2012)
6. dr hab. Zofia Szarota (2012–2016)
7. dr hab. Ireneusz Świtała (od 2016)

## Władze wydziału
W kadencji 2016–2020:
| Stanowisko | Imię i nazwisko            |
| ---------- | -------------------------- |
| Dziekan    | dr hab. Ireneusz Świtała   |
| Prodziekan | dr hab. Katarzyna Plutecka |
| Prodziekan | dr Jan Franczyk            |